# Strijkkwartet nr. 3 (Sjostakovitsj)
Dmitri Sjostakovitsj's Strijkkwartet Nr. 3 in F majeur (opus 73) werd geschreven in 1946, kort nadat zijn 9e Symfonie was bekritiseerd door de Sovjetautoriteiten.
De première, door het Beethovenkwartet, vond plaats in december 1946 in Moskou. Het werk kreeg veel kritiek omdat in het werk verschrikkelijke gebeurtenissen waren verwerkt, én omdat het stuk eindigt op een dubbelzinnige noot die het stuk muzikaal gezien niet afsluit. Sommige critici beschuldigden Sjostakovitsj er zelfs van dat hij in het werk gecodeerde berichten had gestopt die tegen Stalin waren gericht.
Het werk bestaat uit vijf delen:
1. Allegretto
2. Moderato con moto
3. Allegro non troppo
4. Adagio
5. Moderato

Voor de première kregen de delen andere namen mee, waarschijnlijk opdat Sjostakovitsj niet van formalisme en elitisme zou worden beschuldigd. De delen kregen namen die het kwartet tot een verhaal over de oorlog maakten:
1. Luchthartige onwetendheid van een gewelddadige ramp
2. Gerommel van onrust en anticipatie
3. De krachten van de oorlog ontketend
4. Ter nagedachtenis van de doden
5. De eeuwige vraag: Waarom? En voor wat?

De duur van het stuk bedraagt ongeveer 33 minuten.
Van het 3e Strijkkwartet is een arrangement voor kamersymfonieorkest gemaakt door Rudolf Barshai met de toestemming van Sjostakovitsj. (opus 73a). Door de combinatie van blazers en snaarinstrumenten krijgt het stuk meer kleur mee. Sommige critici zeggen dat de bewerking van Barshai zelfs beter is dan het eigenlijke werk.
Strijkkwartet nr. 1 · Strijkkwartet nr. 2 · Strijkkwartet nr. 3 · Strijkkwartet nr. 4 · Strijkkwartet nr. 5 · Strijkkwartet nr. 6 · Strijkkwartet nr. 7 · Strijkkwartet nr. 8 · Strijkkwartet nr. 9 · Strijkkwartet nr. 10 · Strijkkwartet nr. 11 · Strijkkwartet nr. 12 · Strijkkwartet nr. 13 · Strijkkwartet nr. 14 · Strijkkwartet nr. 15